# 初戀 -Making＊Lovers-
《初戀 -Making＊Lovers-》是SMEE在2021年6月25日發售的戀愛冒險類型成人遊戲，PlayStation 4、任天堂Switch版由ENTERGRAM於2022年7月28日發售。2022年發售Fan Disk《初戀 -Making＊Lovers- MiniFanDisk》（ハジラブ -Making*Lovers- ミニファンディスク）共兩集。

## 故事
主角與園池櫻子、秤結衣在神社祭典中篠原小唄、夜舟初穗相遇，在彼此介紹後從初穗得知這裡「星見瀑布」的許願傳說。想要戀愛的主角便決定從這4人之中找出心儀對象，兩人一起來到瀑布前許願來實現願望。

## 角色
園池櫻子（聲優：鹿瀬紫卯）
身高：160cm，三圍：86（E）/58/88，生日：8月10日
主角的青梅竹馬。
篠原小唄（聲優：月野きいろ）
身高：143cm，三圍：72（A）/55/78，生日5月9日
主角的同學。
秤結衣（聲優：白雪碧）
身高：156cm，三圍：92（G）/60/86，生日：10月16日
主角的學妹。
夜舟初穗（聲優：白月かなめ）
身高：169cm，三圍：86（D）/57/80，生日1月7日
住在神社的年長少女。

## 評價
《初戀 -Making＊Lovers-》獲得萌系遊戲大賞2021的純愛系作品獎提名，也獲得美少女遊戲大賞的音樂獎第四名。

## 外部連結
- 官方網站（日語）
- 英文版官方網站（英文）
- NS/PS4版官方網站 （页面存档备份，存于）（日語）
- Fabdisc官方網站 （页面存档备份，存于）（日語）